# Multimaths
Multimaths是一套用來展示數學幾何曲線及曲面的程式，由法國中部圖爾大學在卢瓦尔-谢尔省的布盧瓦技術學院（IUT de Bloir）教授數學、統計及電腦科學的講師Jean-Michel Bernabotto所作。

## 參看
- Mult-e-Maths：一套發音近似，但功用完全不同的小學數學教學輔助軟體。

## 外部連結
- 軟體下載網頁 （法文）
  - Win98/Me使用的16-bit v1.03版本
  - Win2K/XP使用的32-bit v1.04版本